# Heinz Stettler
Heinz Stettler (* 1. März 1952 in Regensdorf, Kanton Zürich; † 24. Mai 2006) war ein Schweizer Bobfahrer und Weltmeister des Jahres 1982 sowie Leichtathlet.
Stettler gewann im Jahre 1982 zusammen mit Urs Salzmann und Rico Freiermuth und Pilot Silvio Giobellina in St. Moritz den Weltmeistertitel im Viererbob. 1984 in Innsbruck-Igls und 1985 in St. Moritz wurden sie jeweils auch Europameister. Bei den Olympischen Spielen 1984 in Sarajevo gewann er die Bronzemedaille.
Stettler war nicht nur Bobfahrer, sondern auch als Leichtathlet erfolgreich. Er gewann mehrere Medaillen bei Schweizer Meisterschaften im Kugelstossen und im Diskuswerfen. Im Alter von 54 Jahren starb er an den Folgen eines Herzinfarktes.